# Замок Лесли
Замок Лесли (англ. Castle Leslie) — один из замков Ирландии, расположен в графстве Монахан, возле поселка Гласлоу, в 7 милях на север от города Монахан. Принадлежит шотландскому клану Лесли. Нынешний владелец — сэр Джон Лесли. Архитектор замка — В. Линн. Замок построен в 1870 году.

## Архитектура
Замок построен в стиле замков шотландских баронов. Замок построен строительной фирмой «Ланьон, Линн и Ланьон» для сэра Джона Лесли — I баронета Лесли и депутата парламента Великобритании. Замок располагается на месте более древнего замка Лесли. Замок Лесли никогда не был оборонительным сооружением и использовался только как резиденция аристократической семьи. Фасад имеет строгий аскетический вид и построен так, чтобы скрыть сады, расположенные за ним. Задняя часть замка имеет пышный барочный стиль. В замке есть библиотека и бильярдная. Внешний фасад построен архитектором В. Линном, интерьер сделан Ланьоном и Джоном Лелом под влиянием итальянского ренессанса.
Возле замка есть три озера. Наибольшее — Гласлоу — ирландское название Глас-Лох — Зеленое Озеро. Рядом есть поселок с таким же названием. Озеро Килви на север от замка, озеро Дрим (озеро Грез), когда-то там находился кранног — деревянная крепость на искусственном острове, традиционное оборонительное сооружение кельтов. Поместье Лесли включает парк, реки, лес. Площадь имения 1000 акров. В замке жила семья Лесли, сэр Джек Лесли, основной владелец — Саманта (Сэмми) Лесли. Другие члены семьи Лесли являются совладельцами замка.

## Современное состояние
Поместье Лесли принимает гостей — можно остановиться в охотничьем домике, построенном в традиционном стиле или в домике «Старое стойбище Мьюз».
Возле замка есть бар, ресторан, спа-салон, кулинарная школа. Новый павильон построен для проведения конференций, свадеб и других мероприятий. Продолжаются работы по восстановлению сада и парка.
В 2002 году замок Лесли стал популярным среди поклонников групп «Битлз» и «Вингз». Замок посещали Пол Маккартни, модель и актриса Гетер Милс, обвенчавшиеся в церкви Святого Сальвадора. После этого события популярность замка Лесли среди туристов резко возросла.
В 2004 году в поместье вернулся конный центр, были построены новые конюшни и проложены новые конные маршруты.
В 2005 году были достроены новые спальни, новые залы, новые номера.

## Известные посетители замка
В 2002 году о замке Лесли писали газеты всего мира, когда сэр Пол Маккартни женился на Гетер Милс в церкви на территории поместья, а потом устроил свадебный банкет на 300 гостей, который подготовил шеф-повар Ноэль Мак-Мил.
Замок Лесли посещали много известных людей, в том числе ирландский поэт Уильям Батлер Йейтс, борец за свободу Ирландии Майкл Коллинз, музыкальная группа «Роллинг Стоунс», сэр Мик Джаггер, астроном сэр Патрик Мур, герцог де Валлентинос, родственники Черчилля (которые одновременно являются родственниками семьи Лесли).